# Малиновский, Иоанникий Алексеевич
Иоанни́кий (Оникий) Алексе́евич Малино́вский (4 [16] ноября 1868 или 1868, Острог, Волынская губерния — 12 января 1932, Киев) — историк, правовед, общественный деятель, академик ВУАН (с 1925).

## Биография
Родился в семье ремесленника. Учился в Острожской гимназии. В 1888 году окончил Коллегию П. Галагана в Киеве. Окончил юридический факультет Киевского университета Св. Владимира (1892).
В 1892—1895 годах — преподаватель законоведения в Киевском кадетском корпусе; работал также как частный учитель. В 1897—1898 гг сдал экзамены на магистра государственного права и получил звание приват-доцента в Киевском университете.
В 1895—1899 гг. — профессор кафедры русской истории Киевского университета. В 1899—1911 гг. — заведующий кафедрой истории русского права Томского университета; одновременно (1906—1912 гг.) — один из редакторов газеты «Сибирская жизнь».
После защиты в декабре 1912 г. докторской диссертации, в 1913 году по конкурсу был единогласно избран одновременно на кафедру истории русского права Демидовского юридического лицея (г. Ярославль) и в Казанский университет. Однако до преподавания в этих учебных заведениях Малиновский так и не приступил из-за подозрения в его политической неблагонадежности.
В 1913—1917 гг. — профессор кафедры истории русского права Варшавского университета. Летом 1915 г. в связи с оккупацией Варшавы немецкими войсками вместе с университетом был эвакуирован в Ростов-на-Дону.
Профессор Донского университета (1917—1920). В течение 1917 г. отметился как активный общественный деятель (председатель Ростовского городского комиссариата, позже — гласный городской думы и председатель культурно-просветительной комиссии городской управы). В 1919 г. — член совета при начальнике управления народного образования Особого совещания при главнокомандующем вооруженными силами на юге России.
30 июня 1920 г. его арестовывают и обвиняют в контрреволюционной деятельности. 24 июля 1920 г. Коллегией ДонНК Малиновский осужден по этому обвинению к высшей мере наказания, которая постановлением Президиума ВЧК от 22 декабря 1920 г. заменена 15 годами лишения свободы, а впоследствии — в соответствии с постановлением Комиссии по пересмотру дел в лагерях от 19 мая 1921 г. на основании декрета ВЦИК об амнистии — срок наказания был сокращён до 5 лет.
В 1921—1922 гг. командирован на работу в Институт советского права Наркомюста РСФСР. Работает как действительный член Института в секциях судебного права и криминологии и конституционного права, в отделе правовых материалов, принимает активное участие в разработке проекта Уголовного кодекса РСФСР и учебника по уголовному праву, пишет ряд научных трудов на тематику советского права.
С 1 июля 1922 г. до февраля 1924 г. отбывал срок лишения свободы в Ивановском лагере, г. Москва.
В 1925 году был освобожден по ходатайству ВУАН, и в апреле того же года во второй раз был избран академиком Всеукраинской академии наук. С января 1926 г. — председатель Комиссии по изучению обычного права, секции уголовного права в Комиссии советского права, сотрудник Комиссии для выучивания истории западно-русского и украинского права. Также принимал активное участие в работе исторического и юридического обществ при Академии, работал в Археографической комиссии. Одновременно был председателем Общества юристов при ВУАН.
С 1928 г. временно (до избрания академиком уголовного права) выполнял обязанности председателя Комиссии советского уголовного права. Исследовал историю уголовного права Великого княжества Литовского, советское уголовное и уголовно-исполнительное право.
В 1930 г. уволен с должности и исключён из состава ВУАН.
Реабилитирован 12 января 1993 г.

## Научное наследие
Как ученый А. А. Малиновский сформировался под влиянием известного специалиста по истории права, профессора Н. Ф. Владимирского-Буданова, который был научным руководителем его магистерской и докторской диссертаций (обе защищены в Киевском университете Святого Владимира). Малиновский был ярким представителем школы исследователей западно-русского права, которую основали М. Ф. Владимирский-Буданов и Ф. И. Леонтович. Малиновский исследовал древнеукраинское право эпохи Киевской Руси, Великого княжества Литовского, историю уголовного права, украинское обычное право, а в своих более поздних работах исследовал ещё и право советского времени.

### Основные труды
- Малиновский И. А. «Учение о преступлении по Литовскому статуту» (Киев, 1894).
- Малиновский И. А. Параллельный и систематический указатели уголовных законов Литовского Статута по трем его редакциям// Университетские Известия. — 1896. — № 3. — С. 1 — 50.
- Малиновский И. А. Ссылка в Сибирь : публичные лекции, читанные в Томске в ноябре 1899 года. — Томск : Паровая типо-литография П. И. Макушина, 1900.
- Малиновский И. А. Сборник материалов, относящихся к истории панов-рады Великого княжества Литовского. — Томск, 1901.
- Малиновский И. А. Сборник материалов, относящихся к истории панов-рады Великого княжества Литовского. Добавление. — Томск, 1901.
- Малиновский И. А. Сборник материалов, относящихся к истории панов рады Великого княжества Литовского: Добавление // Императорский Томский университет. Кн. 48 (пагин. 4-я).
- Малиновский И. А. Речь перед диспутом: произнесена в публичном заседании юридического факультета Киевского университета 1 февраля 1904 года при защите диссертации «Рада Великого княжества Литовского в связи с Боярской думой древней России» // Императорский Томский университет. Кн. 24. 1904 (пагин. 5-я).
- «Рада Великого княжества Литовского в связи с боярскою думой древней Руси» т. 1-2. 1903-14.
- Кровавая месть и смертные казни. Вып.1-2 / Томск: Типо-лит. Сиб. т-ва печ. дела, 1908—1909. // Известия Томского университета; 1909, Кн. 33.
- Малиновский И. Крепостное право // Сибирская жизнь. 1911. 15, 17 и 19 февраля.
- Малиновский И. Прошлое Томска // Город Томск / сост. И. Малиновский, И. Г. Фрейдин, И. П. Гавровский. Томск, 1912. С. 1-18.
- Малиновский И. А. Памяти учителя (Опыт характеристики ученой и преподавательской деятельности профессора Н. Ф. Владимирского-Буданова). — Ростов-на-Дону. — 1917. — 44 сек. (переиздание: Малиновский И. А. Памяти учителя (Опыт характеристики ученой и преподавательской деятельности профессора Н. Ф. Владимирского-Буданова) / Под редакцией и с предисловием В. А. Попелюшко. — Острог: Издательство Национального университета «Острожская академия», 2013. — 58 с.)
- Малиновский И. А. Древности русского права: Курс, читанный проф. И. А. Малиновским в 1918/19 академических годах в Донском археологическом институте. — Ростов н/Д, 1919. — 460 с.
- Революционное советское обычное право (1928)
- Советские исправительно-трудовые учреждения сравнивая с буржуазными тюрьмами (1928).
- О студии над преступностью и преступниками (1928).
- Древний государственный строй восточных славян и его более поздние изменения (1929)

## Память
Именем Иоанникия Малиновского назван (с 2011 года) Институт права в восстановленном Национальном университете «Острожская академия».

## Современные переиздания отдельных трудов ученого
Современные переиздания отдельных трудов ученого осуществлено Институтом права имени Оникія Малиновского Национального университета «Острожская академия» при участии Западного регионального научного центра Национальной академии правовых наук Украины.
По состоянию на начало 2014 г. переиздано в серии «Антология правовой мысли»:
- Малиновский И. А. Народ и власть в русской истории/ Под редакцией и с предисловием В. А. Попелюшко. — Острог: Издательство Национального университета «Острожская академия», 2012. — 92 с.
- Малиновский И. А. Древнейшая русская аристократия / Под редакцией и с предисловием В. А. Попелюшко. — Острог: Издательство Национального университета «Острожская академия», 2012. — 32 сек.
- Малиновский И. А. О том, как сражались в старину и как теперь воюют / Под редакцией и с предисловием В. А. Попелюшко. — Острог: Издательство Национального университета «Острожская академия», 2012. — 36 сек.
- Малиновский И. А. Ссылка в Сибирь / Под редакцией и с предисловием В. А. Попелюшко. — Острог: Издательство Национального университета «Острожская академия», 2012. — 92 с.
- Малиновский И. А. Война и суд (по поводу юбилея судебной реформы 1864 года) / Под редакцией и с предисловием В. А. Попелюшко. — Острог: Издательство Национального университета «Острожская академия», 2012. — 32 сек.
- Малиновский И. А. Памяти учителя (Опыт характеристики ученой и преподавательской деятельности профессора Н. Ф. Владимирского-Буданова) / Под редакцией и с предисловием В. А. Попелюшко. — Острог: Издательство Национального университета «Острожская академия», 2013. — 58 сек.